# Base navale d'Harman
La HMAS Harman est une base de la Royal Australian Navy (RAN) servant de centre de communication et de logistique. La base principale est située dans la capitale australienne, Canberra, et est géographiquement située dans la banlieue de Harman (code postal 2600). Fondée à la fin des années 1930 en tant que station de transmission sans fil de la marine australienne de Canberra, cette installation a été mise en service dans la RAN en tant que frégate au sol en 1943. Outre ses fonctions de communication et de logistique, la base accueille des unités de réserve de l’armée australienne et de la Royal Australian Air Force, ainsi que des unités de cadets des trois branches de la Force de défense australienne.
La base serait également un contributeur majeur au programme de surveillance XKeyscore de la National Security Agency.
Le commandant de la base est le commandant David Luck, RAN.

## Historique

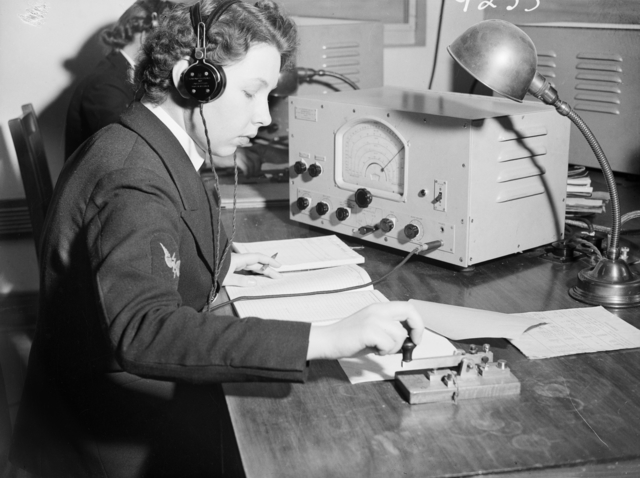
Un membre du service féminin de la marine royale australienne à HMAS Harman en 1941; la première unité où les femmes ont servi au sein de la RAN.

En 1924, le sous-comité des communications du Comité de la défense impériale examinait les stations de radio côtières australiennes et recommandait la modernisation des stations de Darwin, Perth, Rabaul et Townsville. Un an plus tard, le Conseil de la marine du Commonwealth australien (ACNB) a recommandé que deux stations de communication sans fil soient fournies à la marine à Canberra et à Darwin. Ce seraient des stations stratégiques en plus des stations côtières. Canberra a été choisie car sa distance par rapport à la côte augmenterait sa protection contre les attaques. La planification s'est poursuivie en 1935, car cette nouvelle station servirait de solution de repli en cas de destruction de câbles sous-marins ou des stations de télégraphie sans fil de Hong Kong ou de Singapour. Le gouvernement australien a décidé de construire une station de réception et une station émettrice à Canberra en 1937. La station émettrice est située à Ginninderra Creek, à Belconnen, à environ 20 kilomètres au nord-ouest de la principale installation de réception.
La construction de l'installation de transmission (station émettrice de Canberra) a débuté en novembre 1938. L'installation, créée le 20 avril 1939, a commencé à émettre le 22 décembre 1939. Les travaux de l'installation principale ont débuté au début de 1939, le 20 juillet 1939 la station est baptisée «Harman». Le nom provient des prénoms des deux officiers chargés de nommer les nouvelles stations navales: le commandant Neville Harvey de la Royal Navy et le capitaine de corvette RAN, Jack Bolton Newman. Étant donné que le CCNB avait accordé peu d’attention aux propositions concernant les noms des stations antérieures, les deux hommes ont proposé leurs noms combinés pour l’installation de Canberra, ce qui a été accepté sans commentaire.
La Seconde Guerre mondiale a commencé avant l'achèvement de la station. Newman a été promu au grade de commandant et a été assigné au commandement de l'installation de Harman depuis son ouverture jusqu'en 1941. La station fut mise en service dans la RAN en tant que frégate au sol HMAS Harman le 1er juillet 1943. Harman assura la couverture radio de l'océan Pacifique pendant la guerre et assura l'interception des communications de l'unité de renseignement FRUMEL. Les femmes du Service naval royal australien féminin (WRANS), formé en 1941, opéraient l'équipement.

## Installations et fonctions
En plus de son rôle de communication, Harman fournit des fonctions administratives et logistiques à tous les membres du personnel de la Marine basés dans le Territoire de la capitale australienne et dans le sud de la Nouvelle-Galles du Sud. La base comprend également un "Dépôt multi-utilisateurs" tri-service. Ce dépôt accueille des unités de réserve de l'armée australienne et de la Royal Australian Air Force, ainsi que des unités de cadets de la marine australienne, de l'armée australienne et de l'armée de l'air australienne.

### Harman
À l’origine, les installations de Harman comprenaient la station de réception numéro un, qui devint le centre de communication, une tour de radiogoniométrie située à 1,2 kilomètre sur une crête, des cottages et des postes de garde. Plus tard, la station de réception numéro deux a été construite pour des «tâches spéciales», une salle récréative a été ouverte le 27 avril 1941 et un réfectoire a été construit vers la fin de 1940. En 1943, un deuxième mess a été construit. Le Morgan Dunbar Oval et le Sir Victor Smith Oval sont situés à Harman. Il y a aussi des courts de tennis et un gymnase. La base couvre une superficie de 2,5 km2. 970 personnes travaillent à Harman.
Les fonctions exécutées à Harman incluent:
- Defence Communications Area Master Station Australia (DEFCAMSAUS); soutient la communication de la défense australienne
- Defence Communications Station Canberra (DEFCOMMSTA Canberra); fournit des communications UHF par satellite militaire et des communications radio HF aux forces de défense australiennes
- Defence Network Operations Centre (DNOC)
- Deux unités de réserve
- Soutien administratif et personnel pour les membres de la marine dans la région de Canberra
- No. 28 Squadron, Royal Australian Air Force

Le 11 juillet 2013, Edward Snowden, ancien sous-traitant de la CIA, a révélé des documents selon lesquels Harman, parmi trois autres sites en Australie et un en Nouvelle-Zélande, aurait été utilisé dans le programme de surveillance PRISM mené par divers services de renseignement américains. Le Defence Network Operations Centre (DNOC) est la plaque tournante du troisième réseau de communications en importance en Australie après Telstra et Optus. Le DNOC fournit un support réseau pour les opérations militaires de l'ensemble de la défense australienne. En 2012 et 2013, il a été signalé que l'agrandissement des installations de communication à Harman avait entraîné des dépassements de coûts supérieurs au budget initial de 90 millions de dollars australiens. Une estimation révisée de 163 millions de dollars australiens a été projetée ; avec beaucoup plus de données que prévu à l’origine.

### Station de réception de Bonshaw
À environ 3 km à l'ouest du complexe principal se trouvait la station de réception Bonshaw, dans laquelle le personnel surveillaient les messages des navires sur les bandes à haute fréquence (HF). Cette zone a été désignée zone silencieuse radio.

### Station de transmission naval de Belconnen
Située à environ 20 kilomètres au nord-ouest de Harman, la station d’émission navale de Belconnen était une sous-unité qui maintenait le matériel de transmission haute et basse fréquence (LF), y compris les trois mâts de 182 mètres pour l’émetteur de 250 kilowatts et 44 hertz. La station était équipée d'émetteurs HF de 40 kilowatts et de 10 kilowatts utilisant diverses antennes, notamment des antennes rhombiques, des antennes monopôles verticales et des antennes log-périodiques. La station était initialement construite avec de petits cottages flanquant la partie est du site, abritant l'ingénieur en charge et les marins chargés de la maintenance des émetteurs et des antennes. Ceux-ci ont été enlevés à la fin des années 1980, même si le bâtiment du mess est resté, et le personnel a été transféré dans des logements situés dans les banlieues en expansion, qui ont progressivement envahi le site. La station a cessé ses transmissions le 1er juin 2005 et les structures restantes du site ont été démolies en décembre 2006 pour permettre le développement résidentiel sur le site, formant ainsi la nouvelle banlieue de Lawson.